# Niels Ryberg Finsen
Niels Ryberg Finsen (15. prosince 1860, Tórshavn – 24. září 1904 Kodaň) byl dánský lékař, profesor, nositel Nobelovy ceny a rytíř dánského Řádu Dannebrog. Nobelovu cenu za fyziologii a medicínu obdržel v roce 1903. Zabýval se fyziologickými účinky slunečního záření a jeho využitím v léčbě. Byl průkopníkem používání fototerapie v medicíně.

## Život
N. R. Finsen se narodil v Tórshavnu na Faerských ostrovech, oba jeho rodiče ale pocházeli z Islandu. Finsenův otec Hannes Steingrim Finsen pocházel z islandské rodiny, jejíž kořeny sahají až do 10. století. Matka Johanne Fröman byla také rodilá Islanďanka, ale zemřela, když měl Niels R. Finsen pouze čtyři roky. Vychovávala ho poté matčina sestřenice Birgitte Kirstine Formann, kterou si Finsenův otec následně vzal za manželku.
Finsenova rodina se v roce 1858 přestěhovala na Faerské ostrovy, kde se N. R. Finsen také narodil. Základní školu navštěvoval v Thorshavnu a poté v Herlufsholmu v Dánsku. Roku 1882 odešel studovat medicínu do Kodaně. O osm let později absolvoval závěrečnou zkoušku. Téhož roku se stal prosektorem anatomie na Kodaňské univerzitě, kterou opustil v roce 1893, aby se mohl soustředit na vědeckou práci. Vydělával tehdy zejména soukromým doučováním studentů medicíny.
Zabýval se především výzkumem fyziologických účinků různých druhů světla. Po mnoha pokusech u některých z nich objevil léčebné účinky. V roce 1893 vytvořil jeden z prvních přístrojů schopných produkovat technicky syntetizované "sluneční paprsky". V roce 1895 poprvé aplikoval u onemocnění lupus vulgaris léčbu pomocí koncentrovaného světla lampy. Roku 1896 založil s finanční pomocí dvou podnikatelů v Kodani Ústav pro terapii světlem.  V období 1895–1903 léčil svou metodou, kterou postupně zdokonaloval, více než 950 pacientů s lupus vulgaris.
V roce 1898 byl jmenován profesorem a rok později se stal rytířem Řádu Dannebrog. Byl členem nebo čestným členem mnoha společností ve Skandinávii, na Islandu, v Rusku, Německu a jinde. Získal mimo jiné dánskou zlatou medaili za zásluhy. Za své výzkumy v oblasti fototerapie roku 1903 obdržel Nobelovu cenu za fyziologii nebo lékařství. Zaměřoval také na dietologii a studoval dietní režimy s nízkým obsahem sodíku.

## Soukromý život
Od roku 1892 byl ženatý s Ingeborg Balslev, s níž měl 4 potomky, z nichž nejstarší chlapec zemřel den po narození. Mladší syn Halldor se stal lékařem a další dvě dcery Gudrun a Valgerda se provdaly.
Niels Ryberg Finsen trpěl Niemann-Pickovou chorobou, vrozenou metabolickou poruchou, která postihuje jaterní tkáň. Měl rovněž srdeční potíže a trpěl vodnatelností. Jeho vlastní nemoci byly hnací silou, která ho vedla k výzkumu. Postupně se však stával invalidou a sklonek života dokonce strávil na kolečkové židli. Zemřel necelý rok poté, co v roce 1903 obdržel Nobelovu cenu.

## Dílo
- Efekty světla na kůži (Om Lysets Indvirkninger paa Huden), 1893
- Využití koncentrovaných paprsků světla v medicíně (Om Anvendelse i Medicinen af koncentrerede kemiske Lysstraaler),1896
- Fototerapie (La Photothérapie), 1899
- Akumulace soli v organismu (En Ophobning af Salt i Organismen), 1904